# Bredemeyera colletioides
Bredemeyera colletioides là một loài thực vật có hoa trong họ Polygalaceae. Loài này được (Phil.) Chodat mô tả khoa học đầu tiên năm 1896.